# Courage C30LM
Chronologie des modèles
Cougar C28S Courage C32LM
La Courage C30LM est une voiture de course construite par Courage Compétition destinée à concourir aux 24 Heures du Mans. Trois châssis ont été assemblés et ont couru aux 24 Heures du Mans 1994.

## Liens externes

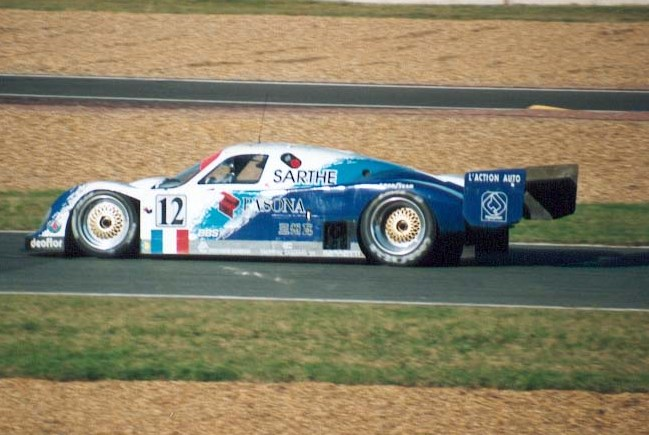
La Courage C30LM n°12 aux 24 Heures du Mans 1993.

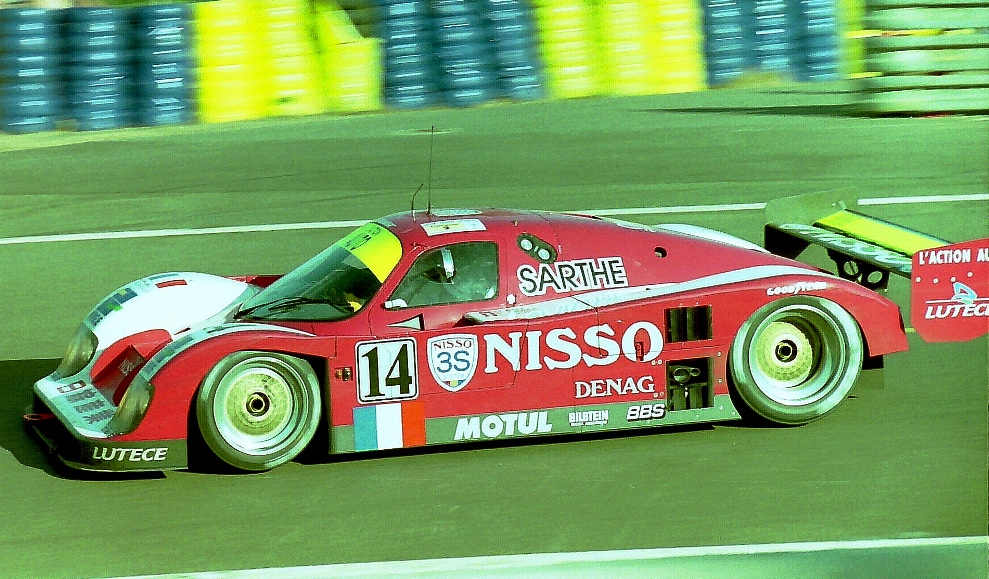
La Courage C30LM pilotée par Derek Bell, Lionel Robert & Pascal Fabre.

## Résultats sportifs
| Course            | Date          | no | Écurie              | Pilotes                                         | Châssis                            | Classement |
| Course            | Date          | no | Écurie              | Pilotes                                         | Moteur                             | Classement |
| ----------------- | ------------- | -- | ------------------- | ----------------------------------------------- | ---------------------------------- | ---------- |
| 24 Heures du Mans | 19 au 20 juin | 12 | Courage Compétition | Tomoko Yoshikawa Claude Moran Alessandro Gini   | C30LM-009                          | Abandon    |
| 24 Heures du Mans | 19 au 20 juin | 12 | Courage Compétition | Tomoko Yoshikawa Claude Moran Alessandro Gini   | Porsche Type-935 3.0L Turbo Flat-6 | Abandon    |
| 24 Heures du Mans | 19 au 20 juin | 13 | Courage Compétition | Pierre Yver Jean-Louis Ricci Jean-François Yvon | C30LM-010                          | 11e        |
| 24 Heures du Mans | 19 au 20 juin | 13 | Courage Compétition | Pierre Yver Jean-Louis Ricci Jean-François Yvon | Porsche Type-935 3.0L Turbo Flat-6 | 11e        |
| 24 Heures du Mans | 19 au 20 juin | 14 | Courage Compétition | Derek Bell Lionel Robert Pascal Fabre           | C30LM-010                          | 10e        |
| 24 Heures du Mans | 19 au 20 juin | 14 | Courage Compétition | Derek Bell Lionel Robert Pascal Fabre           | Porsche Type-935 3.0L Turbo Flat-6 | 10e        |